# Cronologia della seconda guerra punica
La cronologia della seconda guerra punica elenca tutti quegli accadimenti importanti di questa guerra, che fu combattuta tra il 219 a.C. e il 202 a.C..

## Cronologia
| Data     | Evento | Fonte                                                                                                   | Mappe |
| -------- | --- | --- | ----- |
| 219 a.C. | Annibale attacca ed espugna Sagunto: è il casus belli per l'inizio della seconda guerra punica. | Appiano, Guerra annibalica, VII, 1, 3; Eutropio, Breviarium ab Urbe condita, III, 7; Polibio, III, 9-33 |       |
| 218 a.C. | Annibale parte dalla Spagna in maggio con 90.000 fanti, 12.000 cavalieri e 37 elefanti e dopo varie battaglie e scaramucce, attraversa le Alpi. Sconfigge i Galli Taurini. Le legioni di Tiberio Sempronio Longo, dopo aver conquistato Malta, si ricongiungono alle forze di Publio Cornelio Scipione. Battaglia del Ticino, Battaglia della Trebbia. Gneo Scipione Calvo è inviato in Spagna. | Eutropio, Breviarium ab Urbe condita, III, 7-9; Polibio, III, 35; Polibio, III, 65-74                   |       |
| 217 a.C. | Le legioni di Roma, guidate rispettivamente da Gaio Flaminio e Gneo Servilio Gemino, si attestano ad Arezzo e Rimini. Annibale attraversa l'Appennino e marcia su Roma. Sconfitta romana al lago Trasimeno. Morte di G. Flaminio. Quinto Fabio Massimo nominato dittatore. Annibale scende in Puglia. | Strabone, Geografia, V, 2,9; Eutropio, Breviarium ab Urbe condita, III, 8-9; Polibio, III, 74, 79       |       |
| 216 a.C. | Lucio Emilio Paolo e Gaio Terenzio Varrone sono eletti consoli. Battaglia di Canne e morte di Paolo. A Roma vengono nominati due dittatori (Giunio Pera e Fabio Buteone). Capua si allea ad Annibale che vi sverna. Filippo V di Macedonia invia una flotta in Adriatico. | Eutropio, Breviarium ab Urbe condita, III, 10-12; Livio, Ab Urbe condita libri, XXIII, 2, 3, 7, 8.      |       |
| 215 a.C. | Roma elegge consoli Q. Fabio Massimo (ex dittatore) e Tiberio Sempronio Gracco. Claudio Marcello è proconsole. Marcello costringe Annibale a lasciare Capua. Massimo e Gracco recuperano alcuni centri. In Spagna Asdrubale viene sconfitto a Detrosa dai fratelli Scipioni. Roma riconquista Sagunto. Alleanza fra Annibale e Filippo V, Roma invia Marco Valerio Levino in Illiria. Inizia la prima guerra macedonica. Morte di Gerone di Siracusa, il successore Geronimo si allea a Cartagine. La Numidia si divide in due regni: uno retto da Siface e uno da Gaia padre di Massinissa.         | Eutropio, Breviarium ab Urbe condita, III, 12                                                           |       |
| 214 a.C. | Annibale si aggira nelle regioni meridionali con alterna fortuna; i romani mantengono un atteggiamento prudente rintuzzando le sue iniziative. Tentativo di Annibale di conquistare Taranto. In Spagna Asdrubale e gli Scipioni si scontrano, con vittorie prima di Roma e poi di Cartagine. In Sicilia Geronimo prende Lentini ma viene ucciso. Marcello inviato in Sicilia riprende Lentini. In Africa, Siface, re vassallo, attacca Cartagine e Asdrubale viene richiamato dalla Spagna con parte dell'esercito. Filippo V attacca Apollonia ma viene pesantemente sconfitto da Levino.           | Eutropio, Breviarium ab Urbe condita, III, 13                                                           |       |
| 213 a.C. | Annibale conquista Taranto ma non la rocca, tenuta dai romani. Ancora piccole battaglie in tutto il meridione. Marcello attacca Siracusa ma respinto decide l'assedio con Appio Claudio. Sbarchi cartaginesi e romani in Sicilia dove si combatte a tutto campo con alterne fortune. Roma aiuta Siface ma Cartagine, con l'aiuto dell'altro re numida Gaia e del figlio Massinissa, lo sconfigge in due battaglie. | |       |
| 212 a.C. | Prima battaglia di Herdonia. Annibale conquista quasi tutto il meridione tranne Reggio e il porto di Taranto, gli unici porti adatti a ricevere rinforzi consistenti. Intervento cartaginese a Siracusa, la peste decima l'esercito punico. Asdrubale torna in Iberia, con Massinissa alla guida della cavalleria numidica. Cartagine concede la pace a Siface. Filippo V attacca via terra città della costa adriatica. | Eutropio, Breviarium ab Urbe condita, III, 14                                                           |       |
| 211 a.C. | Roma si allea alla Lega Etolica in funzione anti-Filippo. Entra nell'alleanza anche il re Attalo di Pergamo. Annibale guida l'esercito alle porte di Roma, ma non osa l'attacco e nuovamente torna a sud. Capua riconquistata dai romani. Caduta di Siracusa e morte di Archimede ucciso (per errore?). In Spagna durante due distinte battaglie muoiono prima Publio Scipione e poi Gneo Scipione L'esercito romano arretra verso l'Ebro. Riconquistata Capua, Claudio Nerone viene mandato in Spagna con quelle legioni. Asdrubale cerca di partire verso l'Italia, ma incontra grosse difficoltà. | Eutropio, Breviarium ab Urbe condita, III, 13-14                                                        |       |
| 210 a.C. | Seconda battaglia di Herdonia. Publio Cornelio Scipione (figlio del defunto Publio) sbarca a Emporia, Nerone si attesta sull'Ebro e poiché la flotta cartaginese è impotente arruola a terra anche i marinai. | |       |
| 209 a.C. | I romani riconquistano Taranto. Termina la guerra in Sicilia con l'estromissione definitiva di Cartagine. Publio Scipione assedia e conquista Cartagena. Popolazioni spagnole passano nuovamente ai romani. Scipione attacca Asdrubale che si sta preparando a partire per l'Italia. Magone è inviato alle Baleari per cercare mercenari. Filippo V, bloccato, deve combattere in Grecia contro la Lega Etolica, Attalo di Pergamo e rinforzi romani. | Eutropio, Breviarium ab Urbe condita, III, 14, 16; Livio, Ab Urbe condita libri, XXVI, 47               |       |
| 208 a.C. | Continui ma poco importanti combattimenti nel sud Italia, Marcello muore in un agguato. Asdrubale sconfitto a Becula riesce a sfuggire a Scipione e marcia sull'Italia. Continue battaglie in Grecia fra Filippo V e i suoi alleati contro Etoli e Attalo. | Eutropio, Breviarium ab Urbe condita, III, 15 - 18                                                      |       |
| 207 a.C. | Asdrubale arriva in Italia. Battaglia del Metauro e morte di Asdrubale. Vittorie di Filippo V. Battaglia di Mantinea e sconfitta di Sparta contro gli Etoli. Annibale mantiene le posizioni nel meridione. | Eutropio, Breviarium ab Urbe condita, III, 18                                                           |       |
| 206 a.C. | Battaglia di Ilipa: i cartaginesi Magone, Giscone e Asdrubale, sconfitti da Scipione, devono evacuare la Spagna quasi completamente. Scipione fonda la colonia di Italica e torna a Roma. Massinissa torna in Africa rivendicando il trono del padre. Siface glielo contende alleandosi con Cartagine; Massinissa si allea con Roma. Annibale e Roma si controllano senza grandi combattimenti. | |       |
| 205 a.C. | Scipione eletto console. Riconquista Locri e prepara lo sbarco in Africa reclutando volontari per forzare la mano al Senato che è contrario. La pace di Fenice fra Etoli e Filippo V sospende l'intervento romano in Grecia. Magone arriva in Liguria, assale Genova e inizia a reclutare mercenari per portarli in aiuto ad Annibale. Tentativo di Cartagine di inviare rinforzi in Italia via mare, una tempesta disgrega la flotta che viene attaccata dai romani. Massinissa attacca Cartagine ma viene sconfitto e messo in fuga.                                                               | |       |
| 204 a.C. | Scipione con i volontari e le legioni "cannensi" sbarca a Utica. Magone e Roma si fronteggiano nel nord, Annibale e Roma si fronteggiano nel sud. | |       |
| 203 a.C. | Liguri e Celti arruolati da Magone si battono contro i romani a Milano. Magone viene ferito, sconfitto e messo in fuga. Cartagine richiama Annibale e Magone. Scipione batte le forze di Asdrubale e Siface. Asdrubale si rifugia a Cartagine ma viene condannato a morte, Siface si ritira in Numidia. Massinissa attacca Siface e occupa la Numidia. | |       |
| 202 a.C. | Siracusa perde l'indipendenza e diventa capitale della Provincia di Sicilia. Annibale sbarca presso Leptis, tratta inutilmente con Scipione. Battaglia di Zama. Scipione sconfigge Annibale. Termina la Seconda guerra punica. | |       |
| 201 a.C. | Publio Cornelio Scipione celebra a Roma un grandioso trionfo e viene nominato "Africano" | |       |